# Напольная сторона
Напо́льная сторона́ — обращённая к полю, незащищённая естественными преградами сторона городов-крепостей, феодальных замков. Искусственно укреплялась засеками, рвами, валами, а часто и крепостными стенами.
Слово «напольный» означает находящийся на поле, в поле.
Строительство городов-крепостей в Древней Руси активно началось в конце X начале XI века. Оборонительные сооружения строились в основном вокруг городов и феодальных замков, при строительстве которых максимально использовались особенности местного рельефа. Расположение города на возвышенности, естественные природные преграды — реки, болота, овраги надёжно защищали поселение с двух, а то и с трёх сторон. Незащищённая сторона, так называемая напольная, обращённая к полю — равнинной части, укреплялась рвом, наполненным водой, валом, на котором возводилась оборонительная стена. Первоначально искусственные укрепления сооружались только с напольной стороны. С XI века появились и круговые — более надёжные оборонительные сооружения. Т.  Н. Никольская так описывает летописный город Дедославль: «На южной окраине села Дедилова на мысу высокого правого берега реки Шиворонь находится большое городище, которое с северной напольной стороны защищено валом, с востока — широким и глубоким оврагом». Похожее описание Воротынска у В. М. Неделина: «На самой оконечности мыса находился треугольный детинец, укреплённый с напольной стороны земляным валом …».